# Горан Николић (економиста)
Горан (Владимир) Николић (1974) је српски економиста.

## Образовање и научни рад
Горан Николић је завршио основне студије на Економском факултету у Београду 1998. године, а потом је 2002. стекао звање магистра на истој институцији. Докторску дисертацију под називом „Структурно прилагођавање извоза Србије увозној тражњи ЕУ“ успешно је одбранио у фебруару 2009. године. Марта 2001. године је почео да ради у Институту за спољну трговину. који се потом интегрисао као Центар за научноистраживачки рад у Привредну комору Србије. Од маја 2009. године је запослен на Институту за европске студије, где је 2021. стекао и највише научно звање - научни саветник.
Његов академски интерес усмерен је ка анализи спољнотрговинске размене Србије, динамици курса динара, платном билансу, као и утицају европских интеграција на економске токове. У оквиру својих истраживања бави се и ширим темама међународне економије и економске историје. Аутор је великог броја научних радова, учесник бројних конференција и члан Научног друштва економиста Србије. Посебну пажњу јавности изазвала је његова књига Разбијање економских митова, објављена у издању Архипелага, једне од водећих издавачких кућа у Србији.
У последње време интензивно се бави анализом односа између Народне Републике Кине и Сједињених Америчких Држава, о чему пише за различите релевантне домаће публикације.
У оквиру међународних активности, 2018. године боравио је у Пекингу ради стручног усавршавања, на позив Министарства трговине НР Кине. У октобру 2019. је учествовао на научном скупу у Санкт Петербургу посвећеном будућности глобалне трговине, док је у периоду између 2020. и 2024. одржао више предавања и био учесник неколико конференција у организацији Економског института Руске академије наука.
У септембру 2021. учествовао је на конференцији о трговинским политикама Западног Балкана, коју је организовала Лондонска школа економије. Током јула 2023, заједно са др Иваном Николићем, излагао је рад о кинеским инвестицијама у Србији на конференцији у Ташкенту, у сарадњи са Универзитетом у Борнмуту и Вестминстерским међународним универзитетом.
Поред научног рада, Николић се бави и публицистиком – редовно пише колумне на тему међународне економије и политике за различите домаће и регионалне медије.

## Најважнији радови
- Nikolić, Goran (2020). „Does it make sense to deepen the economic cooperation of the western balkan economies?”. Economic Research-Ekonomska Istraživanja. 33: 3453—3475. doi:10.1080/1331677X.2020.1774791.[8]

- Nikolić, Goran; Nikolić, Ivan (2024). „Can Structural Indicators of Trade Explain Why EU Candidate Countries Are Integrating Slowly?”. Eastern European Economics. 62 (4): 505—527. doi:10.1080/00128775.2023.2219243.[9]

- Nikolić, Goran (2021). „Changes in the structure of trade between China and the countries of central and eastern Europe in the period after the initiation of format 17+1”. Argumenta Oeconomica: 39—61. doi:10.15611/aoe.2021.2.03.[10]

- Nikolić, G. Nikolić, I. (2021): Is there a trade convergence between Southeast European and Central European economies? ECONOMIC ANNALS, Volume LXVI, No. 231 / October – December 2021 UDC: 3.33 ISSN: 0013-3264[11]